# Nele Hackländer
Cornelia „Nele“ Hackländer (* 1963 in Stuttgart) ist eine deutsche Klassische Archäologin und Wissenschaftsmanagerin.

## Leben
Von 1983 bis 1990 studierte Cornelia Hackländer Klassische Archäologie, Geschichte und Italienisch an den Universitäten Heidelberg, Berlin und Rom. 1990 erlangte sie den Magister Artium, 1993 wurde sie an der FU Berlin zum Dr. phil. promoviert. Von 1994 bis 1997 war sie wissenschaftliche Mitarbeiterin an der Antikensammlung Berlin für ein Forschungsprojekt zu Bronzegusstechniken in der Antike sowie für diverse Ausstellungsprojekte. Seit 1997 arbeitete sie bei der IHK Berlin (1997 bis 2000 als Geschäftsführerin der Wirtschaftsjunioren Berlin, 2001 bis 2004 in der Stabsstelle Controlling der IHK). Nach ihrem Umzug nach Basel war sie 2005–2006 Verwaltungsdirektorin bei der Evangelischen Fachhochschule Freiburg, von 2006 bis 2010 Leiterin Services der Hochschule für Wirtschaft der Fachhochschule Nordwestschweiz in Basel und wissenschaftliche Mitarbeiterin am Institut für Nonprofit- und Public Management. Seit 1. Mai 2010 leitet sie die Student Services der Universität Basel.

## Veröffentlichungen (Auswahl)
- Der archaistische Dionysos. Eine archäologische Untersuchung zur Bedeutung archaistischer Kunst in hellenistischer und römischer Zeit, Frankfurt am Main u. a., Lang 1996, ISBN 3-631-49065-8 (= Dissertation)
- mit Gerhard Zimmer: Der betende Knabe. Original und Experiment. Ausstellung der Antikensammlung der Staatlichen Museen zu Berlin Preußischer Kulturbesitz, Berlin, Antikensammlung 1997